# Kuća Jakša u Hvaru
Kuća Jakša, kuća u Hvaru, zaštićeno kulturno dobro.

## Opis dobra
Kuća obitelji Jakša sagrađena je kao dvokatna uglovnica jugoistočnoga dijela stambenoga bloka izgrađenoga u Hvaru u istočnome dijelu predjela Groda, na adresi Ulica dr. Mate Miličića 15 i 17. Barokna kuća izgrađena je na dvije srednjovjekovne čestice, na kojima su ranije postojale gotičke kuće, još do 1574. godine u vlasništvu obitelji Bartučević, koje su se zatim podijelile te 1611. godine ponovno ujedinile pod vlasništvom Silvestra Bartučevića. Krajem 17. stoljeća kuća dolazi u vlasništvo obitelji Jakša, koja je obnavlja u baroknome stilu. Kuća Jakša zanimljiv je primjer barokizacije dviju gotičkih kuća koja je provedena u dvije faze, u XVI. stoljeću i krajem XVII. stoljeća, a dvije faze barokne gradnje rijetkost su u stambenome graditeljstvu ne samo Hvara već i šire.

## Zaštita
Pod oznakom Z-6650 zavedena je kao nepokretno kulturno dobro - pojedinačno, pravna statusa zaštićena kulturnog dobra, klasificirano kao "profana graditeljska baština".